# Frickhinger (Geschlecht)
Die Frickhinger ist eines der ältesten und noch existierenden Geschlechter der ehemaligen Reichsstadt Nördlingen.

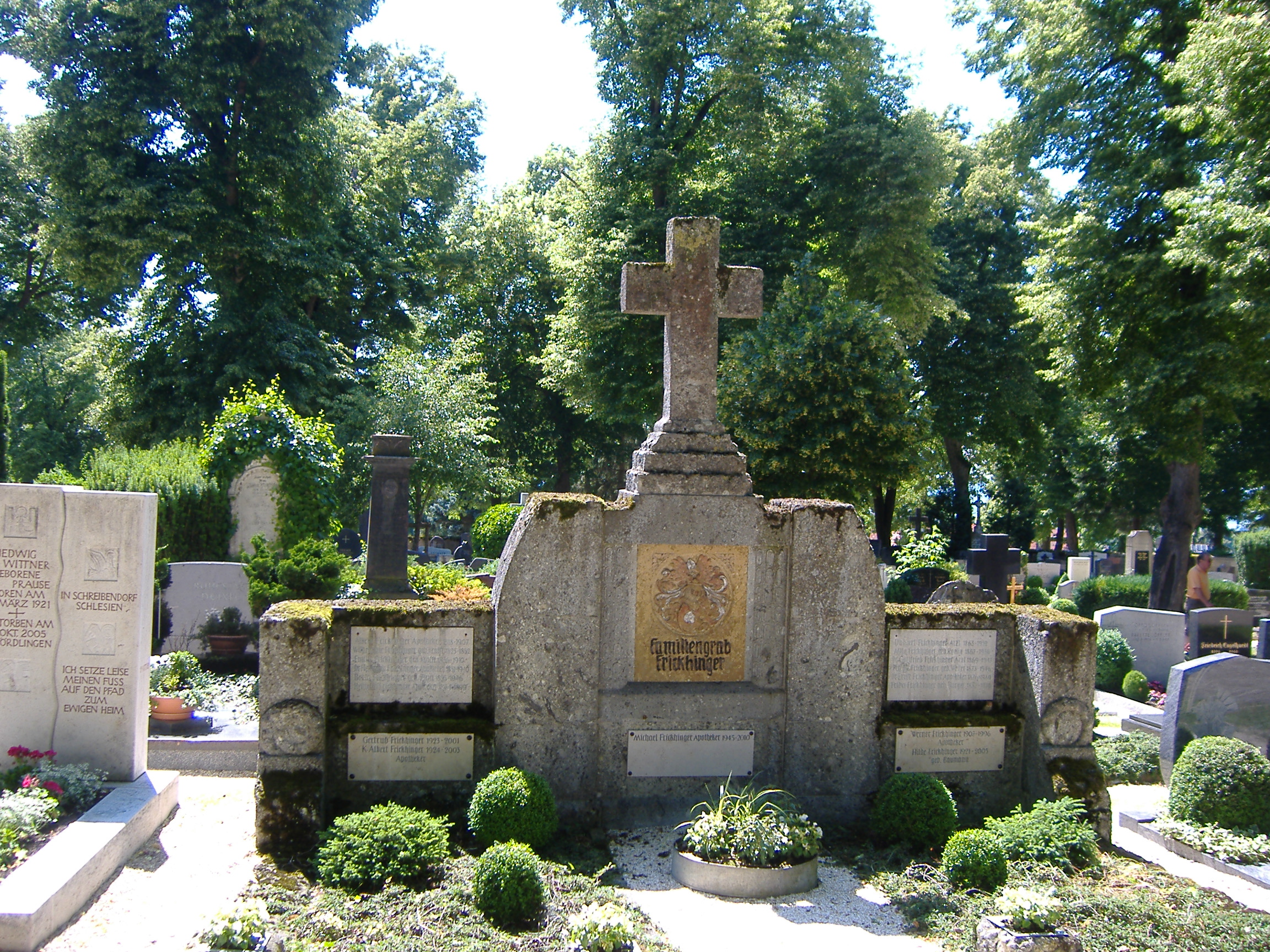
Familiengrab der Frickhinger

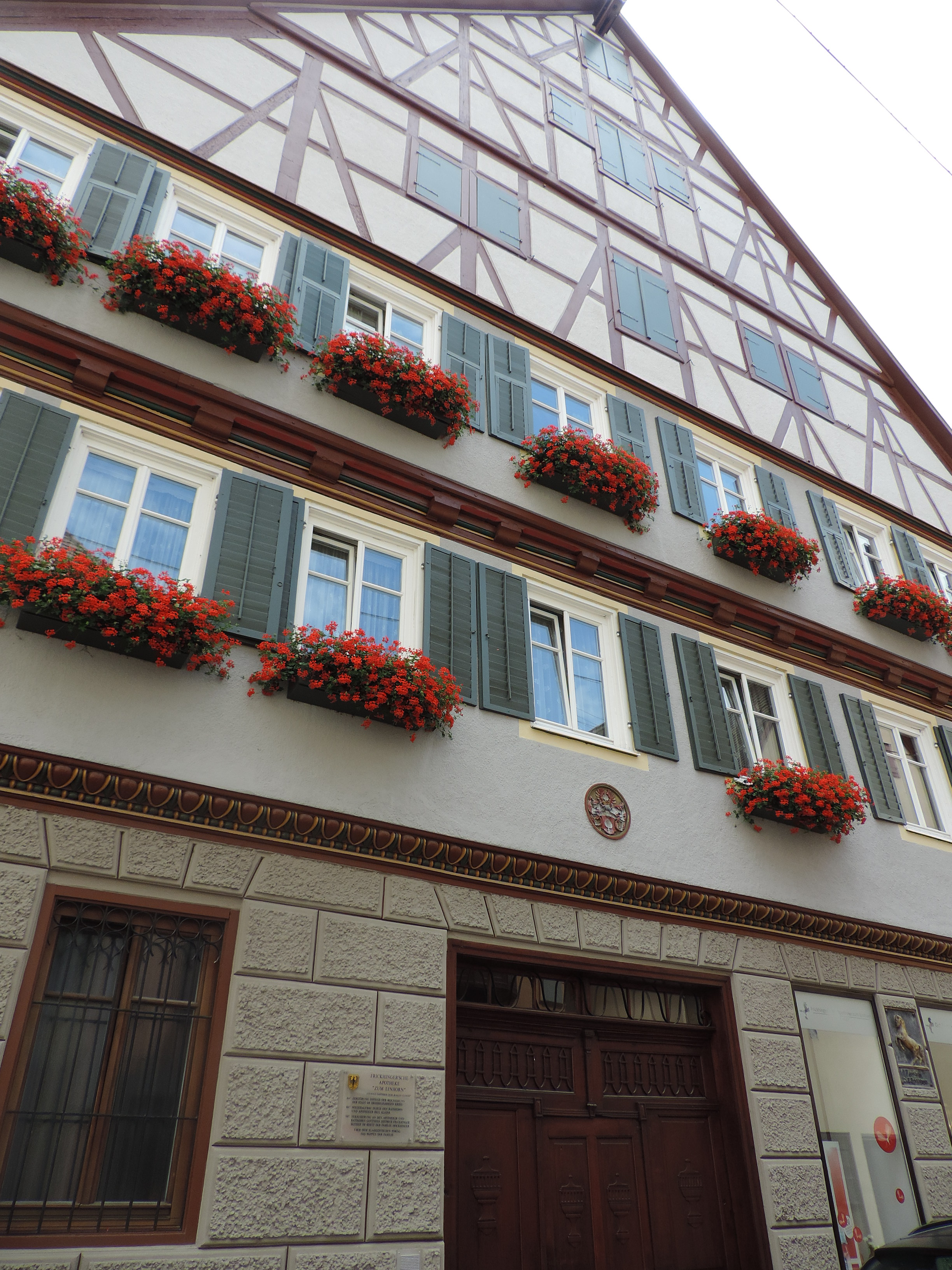
Frickhingerhaus in Nördlingen

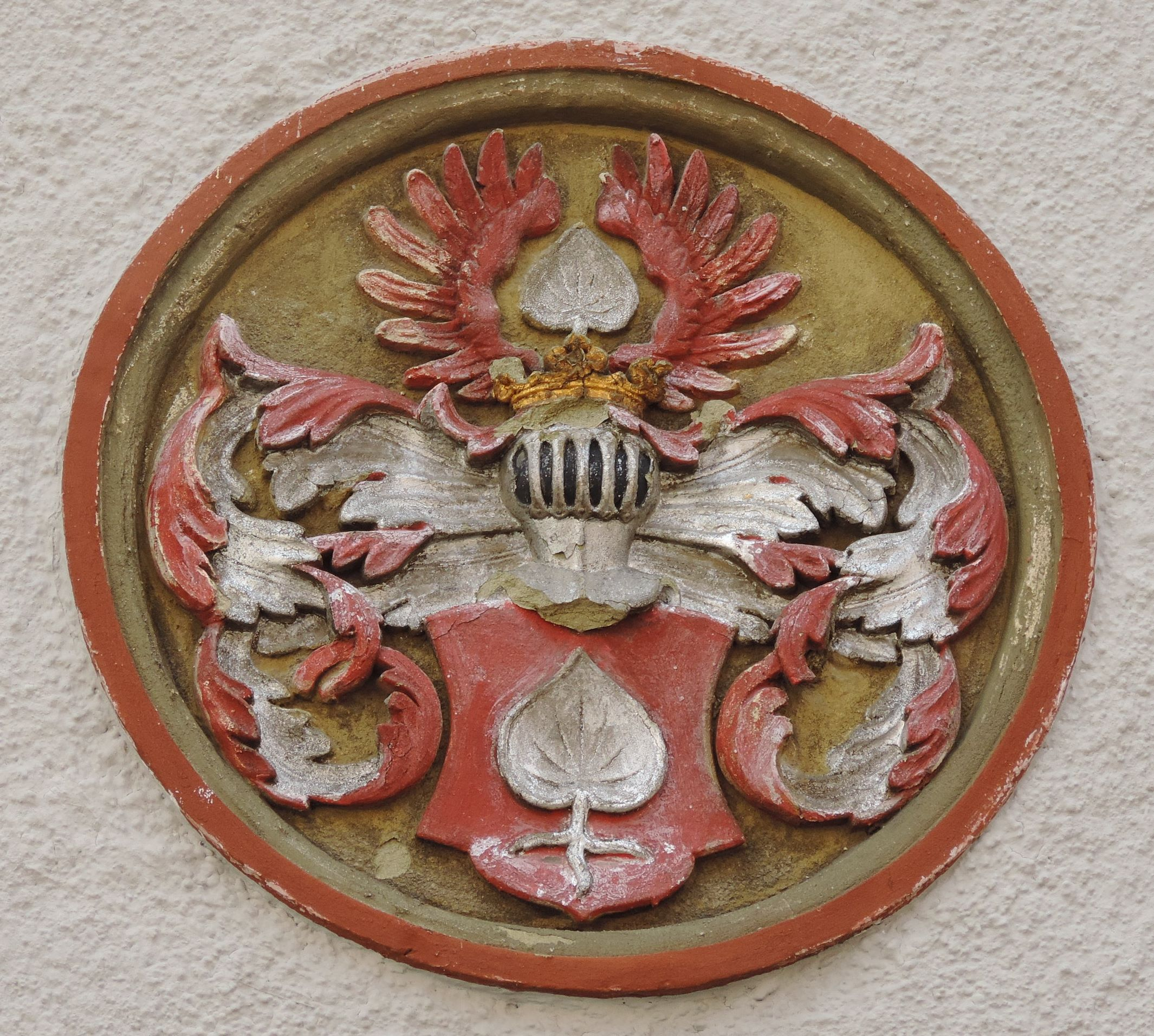
Wappen der Frickhinger über dem klassizistischen Hausportal des Frickhingerhauses

## Geschichte
Das Geschlecht ist seit 1331 nachweisbar, welches ab 1363 dem Rat der Reichsstadt Nördlingen angehörte. Die Frickhinger gerieten durch den Barchenthandel zu Wohlstand. Das Geschlecht ist  mit dem Patriziat und niederen Adel von Augsburg und Ulm verschwägert. Mehrere Generationen der Frickhinger waren erfolgreich im Tuchhandel tätig. Seit der zweiten Hälfte des 17. Jahrhunderts ist innerhalb des Geschlechts der Beruf des Apothekers erblich. Einige Familienmitglieder wurden auf dem Gebiet der Pharmazie, Botanik und Geologie berühmt. Dazu gehört u. a. Ernst Frickhinger.
In Nördlingen befinden sich zwischen dem Berger Tor und der Alten Bastei die Frickhinger-Anlagen mit Rosarium, ein Lehrpark mit einheimischen und fremdländischen Baumarten.
Auf dem Nördlinger Friedhof ist das Familiengrab der Frickhinger.